# Łukasz Krupiński
Łukasz Krupiński (ur. 5 czerwca 1992 w Warszawie) – polski pianista, zwycięzca 7. Międzynarodowego Konkursu Pianistycznego w San Marino, półfinalista XVII Międzynarodowego Konkursu Pianistycznego im. Fryderyka Chopina w 2015.
W 2017 roku ukazała się debiutancka płyta Łukasza Krupińskiego zatytułowana "Espressione" z utworami Haydna, Chopina i Skriabina. Płyta została nominowana do nagrody ICMA 2018.

## Życiorys
Jest absolwentem OSM II st. im. Zenona Brzewskiego w Warszawie w klasie fortepianu prof. Joanny Ławrynowicz. Z wyróżnieniem Magna cum Laude ukończył studia na Uniwersytecie Muzycznym Fryderyka Chopina w Warszawie u prof. Alicji Palety-Bugaj oraz dr Konrada Skolarskiego. Kontynuował studia podyplomowe w Hochschule für Music, Theater und Medien w Hanowerze w klasie prof. Arie Vardiego (2017-2018) oraz w Royal College of Music w Londynie u prof. Dmitrija Aleksiejewa (2018-2019).
Finalista Międzynarodowego Konkursu Ferruccio Busoniego w Bolzano (2017) oraz zdobywca pierwszych nagród na Międzynarodowych Konkursach Pianistycznych w Hanowerze (2015), Aachen (2016) i Görlitz (2020). W październiku 2015, będąc półfinalistą, znalazł się w prestiżowym gronie dwudziestu najlepszych pianistów XVII Międzynarodowego Konkursu Pianistycznego im. Fryderyka Chopina w Warszawie.
W 2018 artysta zadebiutował w Carnegie Hall / Isaac Stern Auditorium oraz otrzymał propozycje zagrania koncertów z Chicago Philharmonic i Buffalo Philharmonic. W tym samym roku pianista odbył tournée z Santander Orchestra pod dyrekcją Lawrence’a Fostera. W ramach Zimowych Igrzysk Olimpijskich w Korei Południowej Łukasz Krupiński wystąpił na specjalnym recitalu w Pjongczangu.
Dwukrotny laureat Nagrody Ministra Kultury i Dziedzictwa Narodowego za wybitne osiągnięcia w twórczości, Stypendium Ministra Kultury i Dziedzictwa Narodowego, Stypendysta Fundacji Krystiana Zimermana. W 2016 został uhonorowany Medalem Pamiątkowym Uniwersytetu Muzycznego Fryderyka Chopina w dowód uznania dla osiągnięć artystycznych.
Łukasz Krupiński jest Artystą Steinwaya, reprezentowany przez Stowarzyszenie im. Ludwiga van Beethovena.

## Nagrody
- Grand Prix oraz dwie Nagrody Specjalne na II Syberyjskim Międzynarodowym Konkursie Pianistycznym im. F. Chopina w Tomsku (Rosja), 2013[9]
- Nagroda Ministra Kultury i Dziedzictwa Narodowego za wybitne osiągnięcia w dziedzinie twórczości artystycznej, 2013 i 2014
- I nagroda na Konkursie Pianistycznym o Stypendium Yamaha Music Foundation of Europe Scholarship, 2014
- II nagroda na 46. Ogólnopolskim Konkursie Pianistycznym im. Fryderyka Chopina w Warszawie, 2015
- I nagroda na 15. Międzynarodowym Konkursie Pianistycznym Chopin-Gesellschaft Hannover, 2015
- Stypendium Krystiana Zimermana, 2015
- Półfinał na XVII Międzynarodowym Konkursie Pianistycznym im. Fryderyka Chopina w Warszawie, 2015
- I nagroda na Międzynarodowym Konkursie Pianistycznym ClaviCologne w Akwizgranie, 2016
- Medalem Pamiątkowy Uniwersytetu Muzycznego Fryderyka Chopina w dowód uznania dla osiągnięć artystycznych, 2016
- I nagroda na Międzynarodowym Konkursie Pianistycznym w San Marino oraz wszystkie nagrody dodatkowe: Nagrody Publiczności, Nagrody Krytyków Muzycznych i Nagrody za najlepsze wykonanie koncertu z Orkiestrą, 2016[10]
- Finały Międzynarodowego Konkursu Ferruccio Busoniego w Bolzano, 2017
- III nagroda na Międzynarodowym Konkursie Pianistycznym Kissinger Klavierolymp w Bad Kissingen, 2018
- Główna Nagroda na Międzynarodowym Konkursie Meeting Point Music Messiaen w Goerlitz, 2020